# Schleuderprogramm
Schleuderprogramm ist eine deutsche Filmkomödie aus dem Jahr 2012. Die Literaturverfilmung nach dem gleichnamigen Roman von Hera Lind wurde vom 9. August 2011 bis 7. September 2011 in Köln und Umgebung gedreht. Die Erstausstrahlung war am 13. September 2012 im ZDF. Dabei wurde der Film von 3,28 Mio. Zuschauern gesehen, was einem Marktanteil von 11,0 Prozent entsprach.

## Handlung
Während der Probe zur Premiere ihrer neuen Oper erhält die Sopranistin Ella Herbst einen Anruf ihres kranken Vaters Karl Herbst. Er benötige ihre Hilfe, weil neben ihm die tote Haushälterin liege. Ella bricht die Vorstellung ab und eilt zu ihrem Vater.
Da Ella Herbst allerdings als Diva verschrien ist und viele Leute über die Jahre mit ihren Launen und Sonderwünschen drangsaliert hat, ist nicht nur das Publikum sauer. Sie wird wegen Vertragsbruchs mit Millionenforderungen überzogen, während die Zweitbesetzung Patrizia Wildenberg endlich eine Chance erhält. Es kommt noch schlimmer, denn ihr langjähriger Partner hat ihr komplettes Vermögen verspekuliert und sich nun abgesetzt. Ihr restliches Eigentum, darunter auch ihre luxuriöse Eigentumswohnung, werden verpfändet, und Ella ist gezwungen zu ihrem Vater in die Kölner Vorstadt in ihr altes Jugendzimmer zu ziehen. Die Diva ist ganz unten angekommen.
Aber eine Ella Herbst gibt sich nicht auf. Sie kümmert sich liebevoll um ihren Vater und versucht einen neuen Job zu bekommen. Nur gestaltet sich die Arbeitssuche als schwierig. Überall wird sie abgelehnt. So nimmt sie das erstbeste Angebot an und wird Leiterin des Gefangenenchors der JVA Köln. Doch obwohl sie sich voller Elan in die neue Arbeit stürzt, muss sie feststellen, dass die kaum bis gar nicht begabten Insassen lediglich daran interessiert sind, durch Benimmpunkte ihre Haftzeit zu verkürzen. Der Italiener Angelo Manuardi jedoch, der wegen Heiratsschwindels einsitzt, weckt Ellas Interesse – und das nicht nur, weil er eine sehr schöne Stimme hat. Das ungleiche Paar verliebt sich ineinander.

## Musik im Film
- Gefangenenchor aus Nabucco von Giuseppe Verdi
- die Kavatine Casta Diva aus der Oper Norma von Vincenzo Bellini
- von Franz Schubert das vertonte Gedicht „An die Musik“, das auf Franz von Schober zurückgeht.

## Kritiken
„Harmlose Fernsehkomödie nach einem populären Unterhaltungsroman.“

„Regisseurin Katinka Feistl […] inszenierte den Fall einer Diva nach Motiven des gleichnamigen Romans von Hera Lind. Wie bereits in ihren anderen Büchern ließ Lind auch in "Schleuderprogramm" eigene Lebenserfahrungen einfließen, denn die aus Bielefeld stammende Autorin schloss die Kölner Musikhochschule ab und war danach eine Zeitlang professionelle Opernsängerin. Trotz vieler Klischees und einer Frier, die den Gesang schlecht imitiert, hat die Geschichte um die Höhen und Tiefen im Leben einer Opersängerin ein paar gute Momente.“

„Die Läuterungsstory nach Hera Lind ist wahrlich abgeleiert. Aber "Danni Lowinski" Annette Frier spielt lustvoll die ganze Tonleiter von hysterisch bis zartbesaitet. Und nach 90 Minuten wird jeder mit Inbrunst den Gefangenenchor aus Giuseppe Verdis "Nabucco" mitschmettern oder zumindest mitsummen. […] Stimmung dank Frau Frier und Herrn Verdi“

„Mit der Veränderung der Heldin gewinnt dieser ZDF-Unterhaltungsfilm – nicht unbedingt an Tiefe, aber an Moral, an Witz, an Esprit. Der Karriereknick als Menschwerdungschance. Und für den Zuschauer gibt es dazu große Gefühle, mitreißende Musik, ein paar Spurenelemente von sozialem Alltag, kleine Gags, liebenswert verpackte Botschaften. Und Wohlfühlgarantie Annette Frier.“